# Campionato mondiale di hockey su ghiaccio maschile 1997
Il Campionato mondiale di hockey su ghiaccio maschile 1997, organizzato sotto il patrocinio dell'International Ice Hockey Federation, si è svolto in Finlandia, che lo ha ospitato nelle città di Helsinki, Turku e Tampere.
Il torneo è stato vinto dal Canada, che ha sconfitto in finale la Svezia. Al gradino più basso del podio è giunta invece la squadra della Repubblica Ceca, che si è imposta sulla Russia nella gara valida per la medaglia di bronzo. Miglior giocatore del torneo si è rivelato il ceco Martin Procházka con 14 punti.

## Classifica finale
| Pos. | Squadra     |
| ---- | ----------- |
| 1    | Canada      |
| 2    | Svezia      |
| 3    | Rep. Ceca   |
| 4    | Russia      |
| 5    | Finlandia   |
| 6    | Stati Uniti |
| 7    | Lettonia    |
| 8    | Italia      |
| 9    | Slovacchia  |
| 10   | Francia     |
| 11   | Germania    |
| 12   | Norvegia    |